# روابط ایران و سوئیس

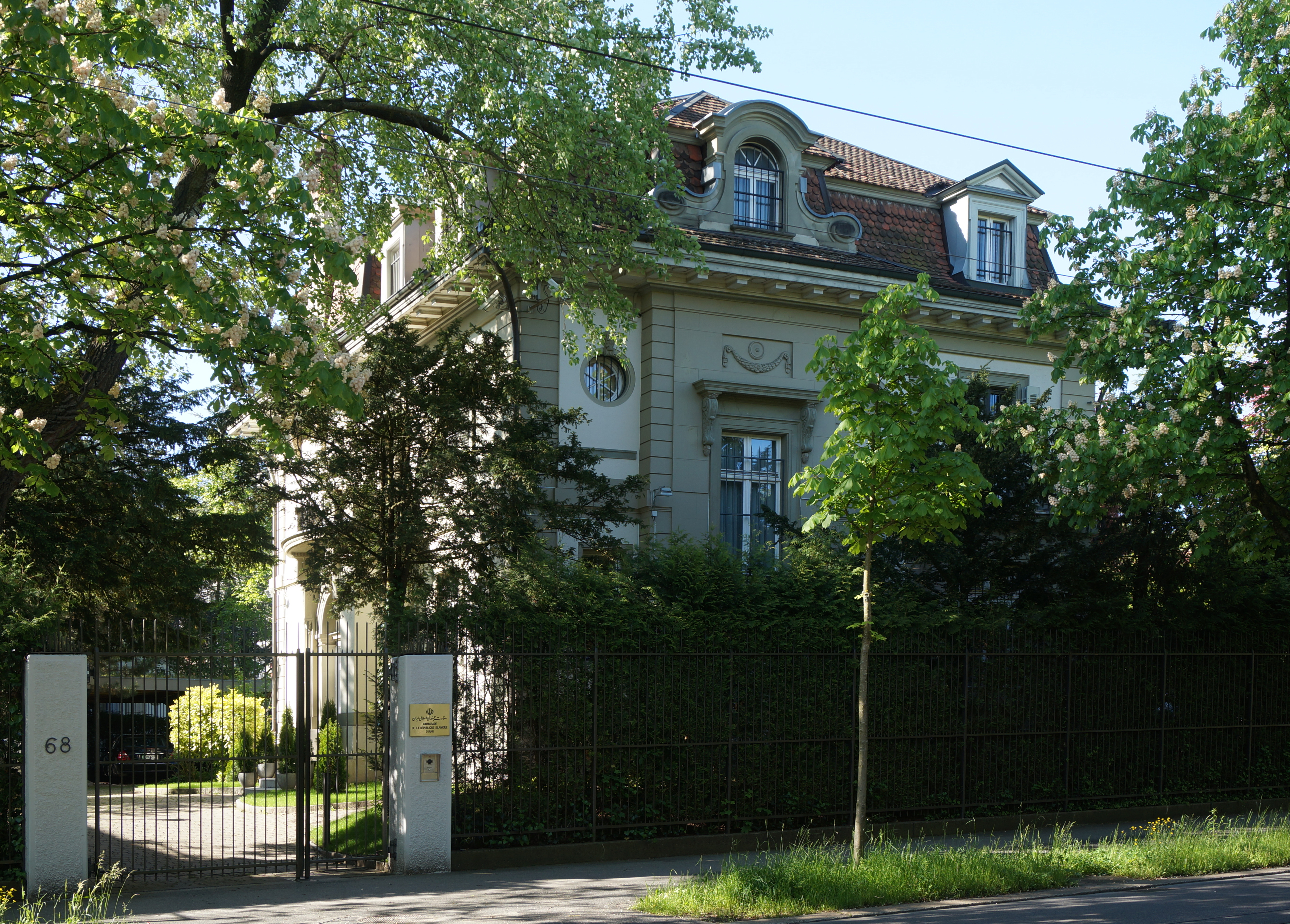
سفارت ایران در برن، سوئیس

دو کشور ایران و سوئیس از قرن هفدهم میلادی با یکدیگر رابطه دارند. ایران در سال ۱۹۱۷ سفارت خود در برن را افتتاح کرد و در سال ۱۹۱۹ کنسولگری سوئیس در ایران شروع به فعالیت کرد که در سال ۱۹۳۶ به سفارت تبدیل شد. سرکنسولگری ایران در ژنو در سال ۱۳۳۶ شمسی گشایش یافت ولی در ۱۳۸۰ تعطیل و وظایف آن به سفارت جمهوری اسلامی ایران در برن واگذار گردید. سوئیس حافظ منافع ایران در مصر است و در طول تاریخ خود حافظ منافع کشورهای ایتالیا (۱۹۴۶)، استرالیا، کانادا، بریتانیای کبیر، ایرلند و نیوزلند (۱۹۵۲)، آفریقای جنوبی (۱۹۵۲ , ۱۹۷۹ تا ۱۹۹۵)، لبنان (۱۹۸۴)و ایالات متحده آمریکا (۱۹۸۰ تا به حال) در ایران بوده‌است. در سال ۲۰۰۵ ،۱۸۷ سوئیسی در ایران زندگی می‌کردند و طبق آمار سال ۲۰۰۴، ۳٬۸۰۱ ایرانی در سوئیس زندگی می‌کردند.
در پی اعمال تحریم‌های اقتصادی یک‌طرفه از جانب اعضای اتحادیه اروپا بر ایران به دلیل آنکه پافشاری برای تعلیق برنامه اتمی ایران نامیده شده‌است، سوئیس که از جمله اعضای این اتحادیه به‌شمار نمی‌رود، در این مدت تغییر برنامه محسوسی در مراودات خود با ایران وارد نساخته است و به‌طور معمول به ارسال تجهیزات صنعتی و سایر کالاهای تجاری به ایران ادامه داده و قراردادهای بزرگ خرید گاز نیز با ایران امضا کرده‌است که این موضوع با مخالفت سیاستمداران دولت فدرال آمریکا مواجه شده‌است. اما دولت سوئیس از این کار خود دفاع کرده‌است و علت این تصمیم بر سیاست خارجی این کشور اتخاذ شده‌است و نه منافع مالی. همراستا با تحریم‌های نفتی علیه ایران از سوی کشورهای غربی، شرکت‌های نفتی سوئیس صرفاً موظفند اطلاعات تبادلات نفتی خود با ایران را به دولت این کشور گزارش کنند و دولت سوئیس اعلام کرده‌است که این اطلاعات را منتشر نمی‌سازد.

## رخدادها
در سال ۱۳۸۷، پلیس ایران، «مارکو کمپف» دبیر اول بخش حافظ منافع آمریکا در سفارت سوئیس را همراه با یک زن در توچال و در یک اتومبیل با پلاک دیپلماتیک دستگیر و «مارکو کمپف» را متهم به تجاوز جنسی کرد. در نهایت هم مارکو کمپف و هم زن از ایران خارج شدند.
پس از تصویب موافق‌نامه برجام در خصوص برنامه هسته‌ای ایران، سوئیس اعلام کرد که تصمیم به لغو تحریم‌هایی گرفته‌است که همسو با تحریم‌های بین‌المللی علیه ایران، وضع کرده بوده. این تحریم‌ها، مواردی از قبیل محدودیت در معامله فلزات گرانبها، نقل نفت خام، محصولات پتروشیمی و نقل و انتقال پول را شامل می‌شده‌است. این کشور، پیش از تصویب برجام نیز تحریم‌های خود علیه ایران را از ابتدای سال ۲۰۱۴ (میلادی) به حال تعویق درآورده بودند.
در تاریخ ۷ اسفند ۱۳۹۴ رئیس‌جمهور سوئیس طی سفری سه روزه وارد تهران شد و از بیمارستان موسسه خیریه محک دیدار کرده و همچنین در مراسم شام تدارک دیده شده با حضور اعضای اتاق بازرگانی ایران و سوئیس شرکت نمود.